# Bhanotia nuda
Bhanotia nuda е вид лъчеперка от семейство иглови (Syngnathidae). Видът не е застрашен от изчезване.

## Разпространение и местообитание
Разпространен е в Палау и Папуа Нова Гвинея.
Среща се на дълбочина от 0,9 до 2 m, при температура на водата около 29 °C и соленост 34,1 ‰.

## Описание
На дължина достигат до 7 cm.